# Hotel Transylvania: A Série
Hotel Transylvania: A Série é uma série spin-off de animação produzida pela Sony Pictures Animation e Nelvana, com a associação de Corus Entertainment, baseada no filme Hotel Transylvania. A série foca-se na adolescência de Mavis e dos seus amigos no Hotel Transilvânia. A primeira temporada estreou a 25 de junho de 2017, no Disney Channel.
Em Portugal, a série teve uma pré-estreia no Disney Channel a 7 de outubro de 2017 e estreou oficialmente a 21 de outubro de 2017 e mais tarde a 28 de outubro de 2024 no Panda Kids. No Brasil, a série estreou no Disney Channel a 28 de abril de 2018.
Em 12 de setembro de 2018, a série foi renovada para uma segunda temporada.

## Sinopse
Mavis quer demonstrar ao pai o seu talento na gestão do Hotel e, ao tentar colocar as suas ideias em prática, embarca com os amigos em novas aventuras.

## Personagens e Dobragem/Dublagem
| Personagem       | Voz original      | Dobragem       | Dublagem         |
| ---------------- | ----------------- | -------------- | ---------------- |
| Mavis            | Bryn McAuley      | Adriana Moniz  | Rayssa Bueno     |
| Wendy Blob       | Evany Rosen       | Mónica Garcez  | Mariana Pozatto  |
| Hank 'N Stein    | Gage Munroe       | Mário Bomba    | Rafael Quelle    |
| Pedro            | Joseph Motiki     | Henrique Gomes | Renan Alonso     |
| Tia Lydia        | Dan Chameroy      | José Nobre     | Tiaggo Guimarães |
| Drácula          | David Berni       | Rui Quintas    | Gustavo Martinez |
| Quasimodo Wilson | Christopher Jacot | Henrique Gomes |                  |
| Jonathan         | Gage Munroe       |                | Rafael Cortez    |
| Dennis           | Bryn McAuley      |                | Rayssa Bueno     |
| Ericka           | Dan Chameroy      |                | Cecília Lemes    |

| Créditos de dobragem/dublagem | Portugal      | Brasil          |
| ----------------------------- | ------------- | --------------- |
| Tradução                      | Sofia Fonseca | Carlos Freires  |
| Direção de Dobragem/Dublagem  | Rui Quintas   | Renan Alonso    |
| Dobrado/Dublado nos Estúdios  | PTSDI Media   | Dubbing Company |

## Episódios
| Temporada | Temporada | Episódios | Exibição original    | Exibição original     | Exibição em Portugal | Exibição em Portugal  | Exibição no Brasil   | Exibição no Brasil    |
| Temporada | Temporada | Episódios | Estreia de temporada | Final de temporada    | Estreia de temporada | Final de temporada    | Estreia de temporada | Final de temporada    |
| --------- | --------- | --------- | -------------------- | --------------------- | -------------------- | --------------------- | -------------------- | --------------------- |
|           | 1         | 26        | 25 de junho de 2017  | 25 de outubro de 2018 | 7 de outubro de 2017 | 14 de janeiro de 2019 | 28 de abril de 2018  | 31 de outubro de 2018 |
|           | 2         | 26        | 8 de outubro de 2019 | 29 de outubro de 2020 | 13 de julho de 2020  | —                     | 3 de janeiro de 2020 | —                     |